# Leichlingen
Leichlingen este un oraș din landul Renania de Nord-Westfalia, Germania.